# Джахангир-наме

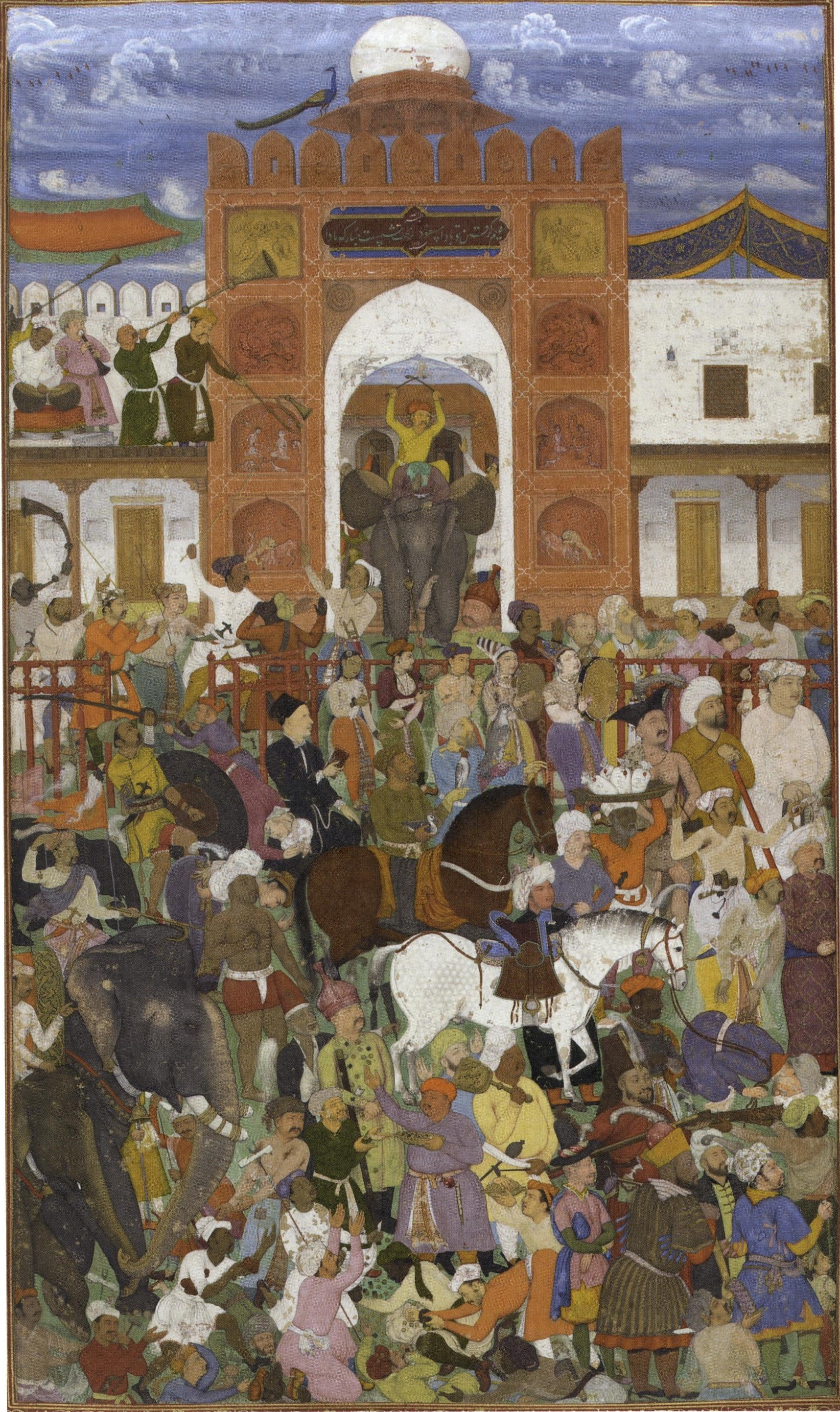
«Дарбар во время навруза». Петербургский альбом РАН.

«Джахангир-наме»  (перс. جهانگیرنامه‎) — автобиография императора Великих Моголов Джахангира (1569—1627).
На тюрки называется «Тузук-е Джахангири» (تزک جهانگیری).

## Содержание
Автобиография Джахангира отражает его взгляды на различные политические, религиозные и социальные вопросы. Он осветил многие вопросы своих законодательных преобразований. Среди них были его указы об управлении и регулировании джагирдаров, которые должны были получать доход от земли и использовать его в основном для финансирования содержания войск и удовлетворения городских нужд. Джахангир предпринимал различные попытки остановить коррупцию среди джагирдаров. Он также не позволял джагирдарам присваивать семейные имущества или земельную собственность, приказав джагирдарам испрашивать его одобрения, прежде чем жениться на ком-либо из города, которым они правили.
Джахангир запретил каждому из них использовать земельные налоги для личной выгоды, приказав, чтобы эта часть дохода от земли направлялась в больницы, а в каждом городе были построены культовые здания.
Джахангир также говорит о своем доверии к своей любимой жене Нур-Джахан, восхваляя её храбрость и ум и признавая влияние, которое она на него оказала.